# Верхний Индырчи
Ве́рхний Индырчи́ (тат. Югары Ындырчы) — село в Апастовском районе Республики Татарстан, административный центр Верхнеиндырчинского сельского поселения.

## Физико-географическая характеристика
Высота над уровнем моря — 69 м.

### Климат
Климат в селе умеренно-континентальный, Dfb по классификации Кёппена. Средняя температура воздуха — 5,1 °C, среднегодовое количество осадков — 633 мм.

## История
В «Списке населенных мест по сведениям 1859 года», изданном в 1866 году, населённый пункт упомянут как казённая деревня Верхние Индырчи 2-го стана Тетюшского уезда Казанской губернии. Располагалась при речке Бие, на почтовом тракте из Казани в Симбирск, в 75 верстах от уездного города Тетюши и в 30 верстах от становой квартиры во владельческом селе Знаменское (Чипчаги). В деревне в 83 дворах жили 517 человек (260 мужчин и 257 женщин). Была мечеть.

## Население
| 1782 | 1859 | 1897 | 1908 | 1920 | 1926 | 1938 | 1949 | 1958 | 1970 | 1979 | 1989 | 2002 | 2010 | 2015 |
| ---- | ---- | ---- | ---- | ---- | ---- | ---- | ---- | ---- | ---- | ---- | ---- | ---- | ---- | ---- |
| 115  | 517  | 867  | 1047 | 866  | 729  | 562  | 481  | 448  | 386  | 313  | 253  | 290  | 274  | 261  |

Национальный состав села — татары.

## Инфраструктура
На территории населённого пункта расположены следующие объекты инфраструктуры:
- Общеобразовательная школа
- Фельдшерско-акушерский пункт
- Сельский дом культуры
- Почтовое отделение № 422347[7].

В селе 2 улицы. 
Через село проходит автомобильная дорога регионального значения «Уланово — Каратун».
Вдоль села проходят железнодорожные пути Казанского отделения Горьковской железной дороги.